# أولغا بيتروفا
أولغا بيتروفا (بالإنجليزية: Olga Petrova)‏ هي كاتبة مسرحية وكاتبة سيناريو وكاتِبة وممثلة أمريكية، ولدت في 10 مايو 1884 في المملكة المتحدة، وتوفيت في 30 نوفمبر 1977 بكليرواتر في الولايات المتحدة.

## وصلات خارجية
- أولغا بيتروفا على موقع IMDb (الإنجليزية)
- أولغا بيتروفا على موقع قاعدة بيانات برودواي على الإنترنت (الإنجليزية)
- أولغا بيتروفا على موقع قاعدة بيانات الفيلم (الإنجليزية)